# Changnyong
Changnyong ou Changnyeong est une petite ville (eup) de Corée du Sud de près de 16 000 habitants (2011) située au sud-est de la péninsule coréenne, dans le district de Changnyeong dans le Gyeongsang du Sud.